# Dwars door Vlaanderen 2019
75. ročník jednodenního cyklistického závodu Dwars door Vlaanderen se konal 3. dubna 2019 v Belgii. Vítězem se stal Nizozemec Mathieu van der Poel z týmu Corendon–Circus. Na druhém a třetím místě se umístili Francouz Anthony Turgis (Direct Énergie) a Lucemburčan Bob Jungels (Deceuninck–Quick-Step).

## Týmy
Závodu se zúčastnilo celkem 25 týmů, všech 18 UCI WorldTeamů a 7 UCI Professional Continental týmů. Každý tým přijel se 7 jezdci, na start se celkem postavilo 175 jezdců. Do cíle ve Waregemu dojelo 153 jezdců.
UCI WorldTeamy
- AG2R La Mondiale
- Astana
- Bahrain–Merida
- Bora–Hansgrohe
- CCC Team
- Deceuninck–Quick-Step
- EF Education First
- Groupama–FDJ
- Lotto–Soudal
- Mitchelton–Scott
- Movistar Team
- Team Dimension Data
- Team Jumbo–Visma
- Team Katusha–Alpecin
- Team Sky
- Team Sunweb
- Trek–Segafredo
- UAE Team Emirates

UCI Professional Continental týmy
- Cofidis
- Corendon–Circus
- Direct Énergie
- Israel Cycling Academy
- Sport Vlaanderen–Baloise
- Vital Concept–B&B Hotels
- Wanty–Gobert

## Výsledky
| Pořadí | Jezdec                     | Tým                   | Čas        |
| ------ | -------------------------- | --------------------- | ---------- |
| 1      | Mathieu van der Poel (NED) | Corendon–Circus       | 4h 05' 54" |
| 2      | Anthony Turgis (FRA)       | Direct Énergie        | + 0"       |
| 3      | Bob Jungels (LUX)          | Deceuninck–Quick-Step | + 0"       |
| 4      | Lukas Pöstlberger (AUT)    | Bora–Hansgrohe        | + 0"       |
| 5      | Tiesj Benoot (BEL)         | Lotto–Soudal          | + 0"       |
| 6      | Luke Rowe (GBR)            | Team Sky              | + 18"      |
| 7      | Danny van Poppel (NED)     | Team Jumbo–Visma      | + 19"      |
| 8      | Yves Lampaert (BEL)        | Deceuninck–Quick-Step | + 19"      |
| 9      | Christophe Laporte (FRA)   | Cofidis               | + 19"      |
| 10     | Heinrich Haussler (AUS)    | Bahrain–Merida        | + 19"      |